# Heilpaedagogik.de
heilpaedagogik.de ist eine vierteljährlich erscheinende Fachzeitschrift für Sonder- und Heilpädagogik. Sie erscheint in einer Auflage von ca. 6.500 Exemplaren und wird vom Berufs- und Fachverband Heilpädagogik e. V. (BHP) – mit Sitz in Berlin – herausgegeben.

## Publizistische Entwicklung
heilpaedagogik.de erschien erstmals 1985 unter dem Titel BHP-Informationen. 1995 wurde sie in info Vierteljahresschrift des BHP und mit Beginn des Jahres 2003 in heilpaedagogik.de Fachzeitschrift des Berufs- und Fachverbandes Heilpädagogik e. V. umbenannt. Für Mitglieder des BHP ist sie kostenfrei.
Das Fachperiodikum wird in Deutschland und im deutschsprachigen europäischen Ausland von diversen Trägereinrichtungen in der Jugend-, Alten- und Behindertenhilfe, kooperierenden Gremien, Verbänden und Organisationen sowie von weit über 100 sozialen Ausbildungsstätten und Hochschulen bezogen.

## Konzept
Die Fachbeiträge aus Forschung, Lehre und Praxis der Heilpädagogik und ihrer Nachbargebiete stehen im Mittelpunkt jeder Ausgabe. Daneben enthält heilpaedagogik.de ein umfangreiches Magazin mit Literaturempfehlungen, Rezensionen der aktuellen Fachliteratur sowie Hinweise zu Fort- und Weiterbildungen. Ferner berichtet sie über die neuesten Entwicklungen in der Gesetzgebung und der Rechtsprechung, über Informationen aus den verschiedenen Geschäftsbereichen, über die Arbeit der einzelnen Landes- und Regionalgruppen sowie der Bundesfachtagung des BHP. Ein weiterer fester Bestandteil von heilpaedagogik.de sind die in jedem zweiten Heft erscheinenden Lebensbilder bedeutender Heilpädagoginnen und Heilpädagogen. Bisher erschienen Hinweise zu Leben und Wirken u. a. von Hans Asperger, Annemarie Dührssen, Rupert Egenberger, Friedrich Fröbel, Josefine Kramer, Friedrich Meinertz, Ruth von der Leyen, Andreas Mehringer, Paul Moor, Heinrich Hanselmann und Josef Spieler.

## Schriftleitung
- Helmut Heiserer (1985–1998)
- Sybille Lenk (seit 1998)